# General Electric

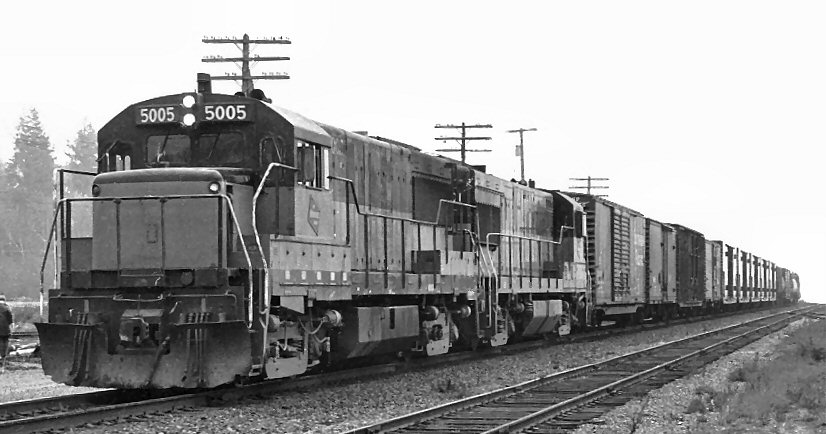
Een GE-trein GE U25B uit 1972 in Bellingham (Washington)

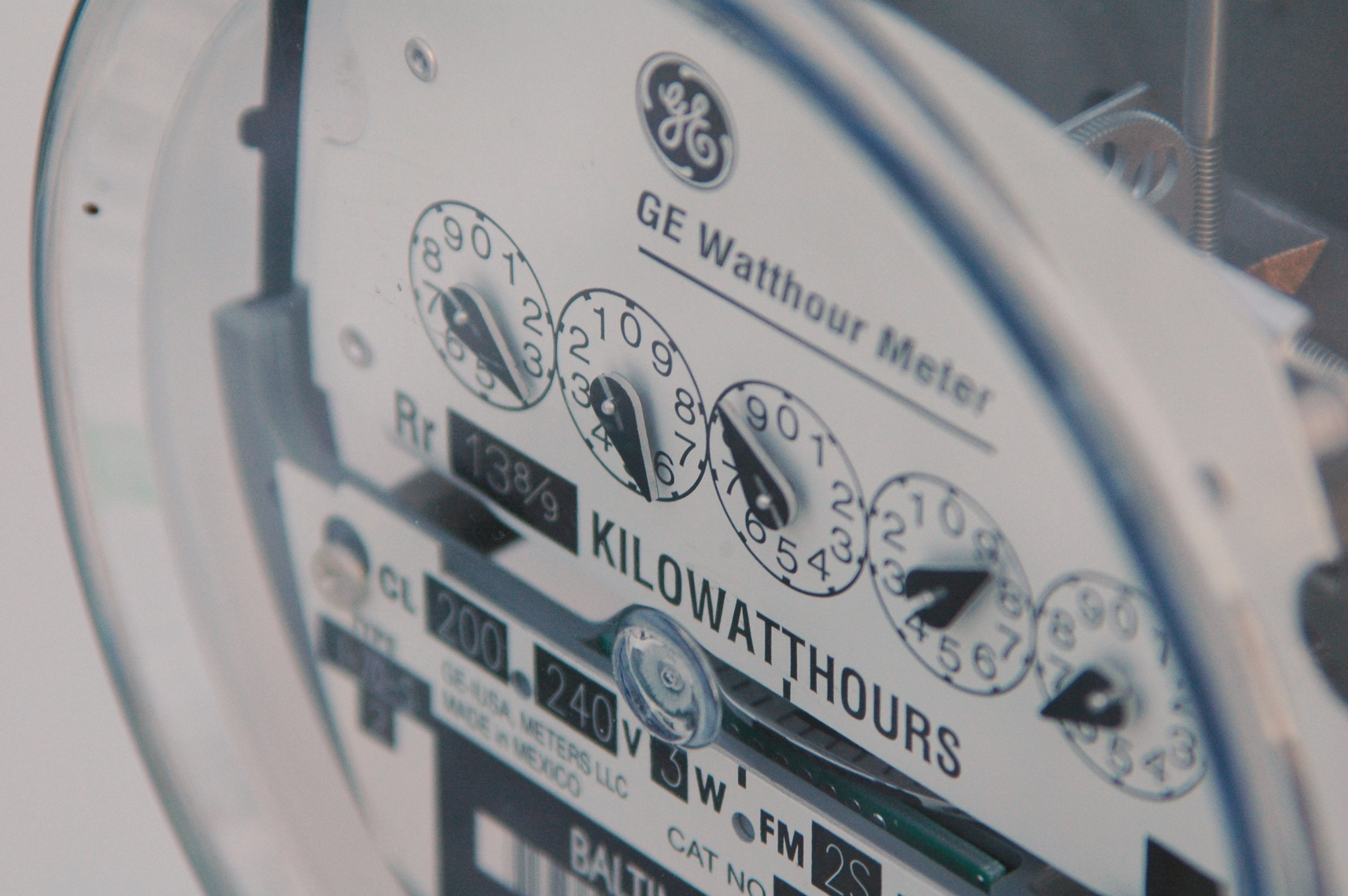
Wattmeter van General Electric

General Electric Company GE is een multinationaal en mondiaal opererend technologie concern. Het is actief op het gebied van elektriciteitsopwekking, vliegtuigmotoren en medische apparatuur. Volgens de Forbes Global 2000 van het jaar 2020 stond GE op de 53e plaats van grootste ondernemingen. Het hoofdkantoor is in Fairfield (Connecticut) gevestigd. GE telde in 2022 ruim 172.000 medewerkers, waarvan een derde in de Verenigde Staten.

## Activiteiten
General Electric (GE) was een conglomeraat, en de laatste jaren vooral actief op het gebied van vliegtuigen en vliegtuigmotoren, medische apparatuur, windenergie en fossiele elektriciteitscentrales. Tevens verkoopt het Franse multimediaconcern Thomson consumentenelektronica in Noord-Amerika onder de merknaam General Electric Consumer Electronics, in samenwerking met GE.
In november 2021 maakte GE plannen bekend om het bedrijf in drie delen op te splitsen, elk met een eigen beursnotering. Dit plan is gerealiseerd en er zijn drie bedrijfsonderdelen tot stand gekomen:
- GE Aerospace, alle luchtvaartactiviteiten en een minderheidsbelang van 19,9% in GE HealthCare. Dit onderdeel neemt de beursnotering van het ongesplitste General Electric over;
- GE Vernova, hier zijn de bedrijfsonderdelen met betrekking tot energie ondergebracht;
- GE HealthCare, de activiteiten op het gebied van de gezondheidszorg.

Na de splitsing telt GE Aerospace zo'n 46.000 medewerkers, GE Vernova ongeveer 68.000 en bij GE HealthCare werken 49.000 mensen.
GE Healthcare werd al eerste op 3 januari 2023 formeel afgesplitst en een dag later begon de handel van het aandeel op de NASDAQ effectenbeurs. GE Vernova volgde op 2 april 2024 met een notering op de New York Stock Exchange.

### Resultaten
In de onderstaande tabel de belangrijkste financiële resultaten van het bedrijf sinds 1960. De scherpe daling van de omzet en resultaat in 2015 was het gevolg van het besluit afscheid te nemen van GE Capital. Het bedrijf moest hiervoor een grote buitengewone last nemen van 22 miljard dollar, wat resulteerde in een fors verlies. In 2018 nam een buitengewone last van US$ 22 miljard met betrekking tot de goodwill van de energie- en stroomactiviteiten. De sterke daling van de omzet in 2019 was het gevolg van de deconsolidatie van Baker Hughes GE en het bedrijfsonderdeel Transportation.
| Jaar | Omzet          | Nettoresultaat |
| Jaar | (×US$ miljard) | (×US$ miljard) |
| ---- | -------------- | -------------- |
| 1960 | 4,4            | 0,3            |
| 1970 | 8,5            | 0,3            |
| 1980 | 22,5           | 1,4            |
| 1990 | 55,3           | 3,9            |
| 2000 | 111,6          | 10,7           |
| 2010 | 148,9          | 11,6           |
| 2011 | 146,5          | 14,2           |
| 2012 | 146,7          | 13,6           |
| 2013 | 146,0          | 13,1           |
| 2014 | 148,6          | 15,2           |
| 2015 | 117,4          | –6,1           |
| 2016 | 123,7          | 8,2            |
| 2017 | 122,1          | −6,2           |
| 2018 | 121,6          | −22,8          |
| 2019 | 95,2           | –5,4           |
| 2020 | 79,6           | 5,2            |
| 2021 | 74,2           | −6,8           |
| 2022 | 76,6           | −0,1           |

## Geschiedenis
Thomas Edison opende in 1876 een laboratorium in Menlo Park, New Jersey. Vanuit dit laboratorium deed hij een ontdekking die behoort tot de beroemdste uitvindingen ooit: de elektrische lamp. Tegen de tijd dat het 1890 was, had Edison al zijn verschillende activiteiten ondergebracht in een eigen holding: de Edison General Electric Company.
In 1879 richtten twee onderwijzers uit Philadelphia, Elihu Thomson en Edwin Houston, het concurrerende Thomson-Houston Electric Company op. Het bedrijf fuseerde door de jaren heen met verschillende bedrijven en werd later geleid door Charles Coffin, een voormalige schoenmaker uit Lynn (Massachusetts).
Door allerlei fusies kregen zowel Thomson-Houston als de Edison General Electric vele uitvindingen en patenten in handen, waardoor de bedrijven een vrij sterke en dominante positie in de elektronicaindustrie kregen. Het werd voor andere bedrijven erg moeilijk om elektronische apparaten te produceren die geen onderdelen van Thomson-Houston of Edison GE Company bevatten. In 1892 kwam het uiteindelijk tot een fusie tussen beide bedrijven en werd The General Electric Company gevormd, met een centraal hoofdkantoor in Schenectady (New York).
In 1896 was General Electric een van de originele twaalf bedrijven die deel uitmaakten van de Dow Jones Industrial Average. GE is nog het enige bedrijf dat in de Dow Jones-index is genoteerd dat ook in 1896 oorspronkelijk in die index genoteerd was. In 1919 werd de Radio Corporation of America (RCA) opgericht door GE en AT&T om internationale radio te garanderen.
General Electric was in de jaren zestig een van de acht grootste computerbedrijven. GE verkocht in 1970 de computerdivisie aan Honeywell.
In 1986 kocht General Electric het inmiddels onafhankelijke RCA weer op, voornamelijk voor het NBC-televisienetwerk. De rest van het bedrijf werd verkocht aan verschillende bedrijven, waaronder Bertelsmann en Thomson.
In 2004 kocht GE het televisie- en filmnetwerk van Vivendi SA voor US$ 13,7 miljard en werd daarmee het op twee na grootste mediaconglomeraat ter wereld. De nieuwe mediadivisie van GE werd rondom het nieuw opgezette NBC Universal gevormd. In hetzelfde jaar voltooide GE ook de afsplitsing van het grootste onderdeel van de verzekeringstak in Genworth Capital, dat een hoofdkantoor heeft in Richmond (Virginia). Tevens voltooide GE ook de acquisitie van de creditcard-divisie van het warenhuisconcern Dillard's voor US$ 1,25 miljard. In 2004 werkten er wereldwijd meer dan 320.000 mensen bij het concern.
Rond 2003 herwon General Electric de positie van concern met de hoogste marktwaarde ter wereld. Eind 2004 en begin 2005 werd het bedrijf in marktwaarde van de troon gestoten door het grootste energieconcern ter wereld ExxonMobil. Maar sinds 28 maart 2005 is GE weer het bedrijf met de hoogste marktwaarde ter wereld. In 2004 behaalde het concern tevens de op twee na hoogste winst van alle bedrijven ter wereld. Volgens GE bestaat het concern uit een collectie van verschillende bedrijven of bedrijfsunits, die elk afzonderlijk op de Fortune 500-lijst genoteerd zouden zijn als ze als aparte bedrijven werden gezien.
In juni 2005 kocht GE de financiële divisie, Bombardier Capital Inventory Finance, van het Canadese industriële concern Bombardier voor US$ 2,3 miljard.
Op 1 februari 2011 kreeg Comcast 51% van de aandelen van NBC Universal in handen, waardoor zij hoofdeigenaar werd. GE houdt 49% in handen, maar heeft wel het recht om Comcast te dwingen hun resterende aandelen op te kopen. In februari 2013 kocht Comcast de resterende aandelen voor US$ 16,7 miljard.
In april 2015 maakte GE een belangrijke strategische koerswijziging bekend met betrekking tot GE Capital. Het bedrijf wil een groot deel van de financiële activiteiten afstoten en alleen die financiële diensten behouden die een relatie hebben met de industriële activiteiten van GE, zoals de financiering van vliegtuigmotoren. De toegenomen druk van de toezichthouders op de financiële activiteiten en de lagere waardering door aandeelhouders zijn twee belangrijke redenen voor de omslag. GE wil dit doel in de komende twee à drie jaar realiseren. In 2014 droegen de financiële activiteiten nog zo’n 40% bij aan de totale winst en dit zal dalen naar ongeveer 25% in 2016. Kort voor deze aankondiging had GE al voor ruim US$ 25 miljard aan onroerend goed afgestoten en de creditcardactiviteiten verkocht. Met de verkoopopbrengst zal GE eigen aandelen gaan inkopen.
Het bedrijf kocht in september 2015 de energietak van Alstom. Er was hier in april 2014 al overeenstemming over bereikt. De Franse regering voelde zich buiten spel gezet en zocht naar andere potentiële kopers, overigens zonder resultaat. Wel werd overeengekomen dat Frankrijk een belang van 20% zou kopen in Alstom. GE kocht het onderdeel dat turbines maakte voor kolen- en gascentrales volledig. Verder werden er drie joint ventures opgericht; voor de nucleaire activiteiten, voor duurzame energie en ten aanzien van het elektriciteitsnetwerk. GE krijgt in deze drie onderdelen een belang van 50%. In het bedrijfsonderdeel dat zich bezighoudt met stoomturbines voor nucleaire energie krijgt de Franse staat een vetorecht. In september 2015 keurde de Europese Commissie (EC) de transactie goed. De EC stelde wel als voorwaarde dat Alstom de afdeling gasturbines verkocht aan de Italiaanse groep Ansaldo Energia. GE had al ingestemd met deze verkoop waarmee de transactie op 2 november 2015 werd afgerond.
GE maakte in januari 2016 bekend zijn huishoudelijke apparaten divisie te verkopen aan de Chinese Haier Group voor een bedrag van meer dan US$ 4 miljard. Een eerder poging in december 2015 om de witgoedactiviteiten te verkopen aan het Zweedse Electrolux werd door Amerikaanse toezichthouders geblokkeerd vanwege antimededingingsbezwaren.
In maart 2017 keurde de EC de overname van het Deense LM Wind Power door GE goed. GE betaalde hier US$ 1,65 miljard voor aan de verkopende eigenaar, de Britse investeringsmaatschappij Doughty Hanson. De deal werd in april 2017 afgerond.
Na een winstwaarschuwing voor het boekjaar 2017 besloot het bestuur het dividend te halveren. Hiermee hield het bedrijf jaarlijks US$ 4,2 miljard in kas. Het is de derde keer in haar 125-jarige bestaan dat het dividend wordt verlaagd. De laatste keer dat GE in het dividend sneed was in 2009, in de nasleep van de kredietcrisis. In het bestuur werden zes van de 18 bestuurszetels geschrapt. Tot slot verkocht GE de trein- en lichtdivisie om zich te concentreren op luchtvaart, gezondheidszorg en energie. In december 2017 maakte GE bekend 12.000 banen te gaan schrappen, waarvan ongeveer 4500 in Europa. De ontslagen vallen in de energietak door de verschuiving van de inzet van fossiele brandstoffen naar hernieuwbare energie.
Op 26 juni 2018 verdwijnt GE uit de Dow Jones Industrial Average aandelenindex. Het bedrijf was sinds de oprichting in 1896 deelnemer van deze index. De plaats wordt ingenomen door Walgreens Boots Alliance, een wereldwijde exploitant van drogisterijen en apotheken. Het Index Comittee van S&P Dow Jones Indices vindt de groeiende aandacht voor gezondheid representatiever voor het Amerikaanse bedrijfsleven dan een industrieel concern.
In september 2019 werd het belang in Baker Hughes General Electric (BHGE) verlaagd van 50,2% naar 36,8%. De verkoop van het pakket aandelen leverde GE zo'n US$ 3 miljard op. BHGE werd vervolgens gedeconsolideerd. Bij BHGE werkten zo'n 65.800 mensen en het behaalde in 2018 een omzet van US$ 23 miljard. De koop van Baker Hughes was geen succes en GE besloot na twee jaar al van het belang af te willen. In juli 2017 nam het Baker Hughes over voor US$ 7,4 miljard. Na de koop werden de eigen activiteiten op het gebied van olie en gas hierin ondergebracht en de combinatie ging verder als BHGE. GE wil alle aandelen in BHGE verkopen en in januari 2021 werd een aandelenpakket verkocht waardoor het belang daalde naar 30%.
Op 30 maart 2020 werd de verkoop van de Biopharma activiteiten, onderdeel van GE Life Sciences divisie, afgerond. Danaher Corporation heeft hiervoor US$ 21,4 miljard betaald. De verkoop leverde GE een boekwinst op van US$ 12,4 miljard vóór belastingen in 2020.
Op 1 november 2021 werd de verkoop van GE Capital Aviation Services (GECAS) aan AerCap afgerond. GE ontving geld en kreeg aandelen AerCap in handen en is met een belang van 46% de grootste aandeelhouder geworden. GE heeft het aandelenbelang in stappen afgebouwd en in november 2023 verkocht GE de laatste aandelen AerCap.